# Limosina tristis
Limosina tristis är en tvåvingeart som beskrevs av Johann Wilhelm Meigen 1838. Limosina tristis ingår i släktet Limosina och familjen hoppflugor.
Artens utbredningsområde är Tyskland. Inga underarter finns listade i Catalogue of Life.